# 埃尔南·巴尔克斯
埃尔南·巴尔克斯（Hernán Barcos，1984年4月11日—），是阿根廷职业足球运动员，身材高大、司职中锋。

## 职业生涯
巴尔克斯在阿根廷联赛劲旅竞技队出道，但没有获得太多为母队比赛的机会，而是被竞技队长期租借在外。2005年至2006年初租借在巴拉圭瓜拉尼俱乐部效力，2006年加盟厄瓜多尔奥尔梅多队，至2007年7月租借期满，并获得2006年度厄瓜多尔联赛最佳射手；2007-08赛季加盟塞尔维亚劲旅贝尔格莱德红星队，跟随红星队参加欧冠以及联盟杯，并在和拜仁慕尼黑的比赛中担任主力前锋。2008-09赛季被租借到阿甲球队乌拉坎队，其中在对河床队的比赛中梅开二度。
2009年2月，巴尔克斯被租借到上海申花，为期一年，租借费用及合同总额达83万美元。巴尔克斯在上海申花队的首次正式亮相堪称完美，在3月11日亚洲冠军联赛小组赛主场迎战新加坡军团队的比赛中梅开二度，帮助上海申花获得开门红。但在随后的比赛他却因为数次浪费机会而招受部分媒体的批评。4月22日，在客场迎战韩国水原三星的比赛中，巴尔克斯罚失点球，使上海申花队基本失去小组赛出线的机会。此后，更加出现了有蒙面球迷在申花队训练基地拉起横幅要求他离开球队的事件，而某些上海媒体更加是直接对其加以“水货”标签。在上海申花官方网站的投票中，巴尔克斯被认为是球队中最不适合申花，最应该被替换的外援。
7月14日，上海申花宣布将巴尔克斯和毛剑卿、陈雷一起以捆绑方式租借至深圳队至赛季结束。巴尔克斯加盟深圳队后的表现异常出色，出场14场比赛攻入14球，在帮助深圳队保级成功的同时，个人也以17球和拉米雷斯并列成为2009年中超联赛最佳射手。
2010年1月，巴尔克斯转会加盟厄瓜多尔足球甲级联赛球队基多大学，转会费超过一百万美金，由于与半年前的“水货”评价的巨大差异，再次引起媒体关注。巴尔克斯在2010赛季表现神勇，曾一度有望获得个人的第二个厄瓜多尔甲级联赛最佳射手奖，但最后几轮陷入进球荒，最后以22个进球位列射手榜第二位。虽然未能获得个人荣誉，但他仍然随队获得2010赛季厄瓜多尔足球甲级联赛和南美优胜者杯的冠军，巴尔克斯効力球队两年出场92次共打进53球，其中在联赛出场64次打进38球。
2012年1月17日，巴西足球甲级联赛球队帕尔梅拉斯宣布以350万美元的价格买下巴尔克斯70%的所有权，巴尔克斯和帕尔梅拉斯签约三年。
2012年8月，巴尔克斯入选阿根廷国家足球队在中国引起迴响。
2015年2月,巴尔克斯重返中超联赛加盟天津泰达。

## 荣誉
- 基多大学
  - 厄瓜多尔足球甲级联赛冠军：2010
  - 南美优胜者杯冠军：2010

- 个人荣誉
  - 厄瓜多尔足球甲级联赛金靴奖：2006
  - 中国足球超级联赛金靴奖：2009